# Egaleo
Egaleo o Aigaleo (in greco Αιγάλεω?) è un comune della Grecia situato nella periferia dell'Attica (unità periferica di Atene Occidentale) con 81 607 abitanti secondo i dati del censimento 2001.

## Amministrazione

### Gemellaggi
- Reggio Calabria, dal 2004
- Leganés

## Sport
La maggiore squadra di calcio locale è l'Egaleo FC.